# Stoltmany
Stoltmany [pronunciación en polaco: /stɔltˈmanɨ/] es un pueblo ubicado en el distrito administrativo de Gmina Lipnica, dentro del Condado de Bytów, Voivodato de Pomerania, en Polonia del norte. Se encuentra aproximadamente a 8 kilómetros al este de Lipnica, a 15 kilómetros al sur de Bytów, y a 83 kilómetros al suroeste de la capital regional Gdańsk.
El pueblo tiene una población de 55 habitantes.